# ギヨーム4世 (ルクセンブルク大公)
ギヨーム4世（フランス語: Guillaume IV, 1852年4月22日 - 1912年2月25日）は、ルクセンブルク大公（在位：1905年 - 1912年）。オランダ王を兼ねていたウィレム1世、同2世、同3世にならってオランダ語名でウィレム4世（Willem IV）と呼ばれることもある。ドイツ語名はヴィルヘルム（Wilhelm）。

## 生涯
ナッサウ公アドルフと妃アーデルハイト・マリー・フォン・アンハルト＝デッサウの長男として生まれる。公位継承者とされていたが、1866年にナッサウ公国はプロイセン王国に併合されたため、父とともに廃された。のち、1890年に父が新たにルクセンブルク大公に迎えられたことでその継承者となり、1905年に父の薨去により大公位に就いた。
1893年、ポルトガルの廃王ミゲル1世の娘マリア・アナ（マリー・アンヌ）と結婚し、6人の娘が生まれたが、男子は得られなかった。そこで、それまで女子の継承を認めていなかった継承法が改正され、1907年に長女マリー＝アデライドが継承者とされた。1912年に薨去。マリー＝アデライドが即位した。

## 子女
妻マリー＝アンヌとの間に6人の娘をもうけた。
- マリー＝アデライード（1894年 - 1924年）　ルクセンブルク大公。1919年に退位後、修道女となった。
- シャルロット（1896年 - 1985年）　ルクセンブルク大公。
- イルダ（1897年 - 1979年）　シュヴァルツェンベルク侯アドルフの妻。
- アントニア（1899年 - 1954年）　バイエルン王太子ループレヒトの2度目の妃。
- エリザベート（1901年 - 1950年）　トゥルン・ウント・タクシス侯子ルートヴィヒ・フィリップの妻。
- ソフィー（1902年 - 1941年）　ザクセン王子エルンスト・ハインリヒの妻。

| 君主位        | 君主位                             | 君主位                  |
| ------------- | ---------------------------------- | ----------------------- |
| 先代 アドルフ | ルクセンブルク大公 1905年 - 1912年 | 次代 マリー＝アデライド |